# Bangor (Morbihan)
Pour les articles homonymes, voir Bangor.
Bangor [bɑ̃gɔʁ] est une commune française, située sur l'île de Belle-Île-en-Mer, dans le département du Morbihan en région Bretagne.

## Géographie

### Situation
Bangor est une des quatre communes de Belle-Île-en-Mer, dont le territoire s'étend sur la côte sud-ouest exposée aux vents dominants, tandis que le bourg chef-lieu est situé presque au centre géographique de l'île. Bangor possède les sites les plus sauvages de Belle-Île.

### Communes limitrophes
| Sauzon           |                  | Le Palais |
| Océan Atlantique | Bangor           |           |
| Océan Atlantique | Océan Atlantique | Locmaria  |

### Relief
L'altitude de la commune varie de 0 à 58 mètres. Le littoral, très déchiqueté, est constitué d'une succession de falaises rocheuses et de criques abritant de petites plages. L'intérieur des terres présente l'aspect d'un plateau échancré par quelques vallons au fond desquelles coulent de modestes cours d'eau qui terminent leur course au fond des criques.
| - Carte topographique de la commune de Bangor. |

### Hydrographie
Pour un article plus général, voir Réseau hydrographique du Morbihan.
La commune est située dans le bassin Loire-Bretagne. Elle est drainée par divers petits cours d'eau,.

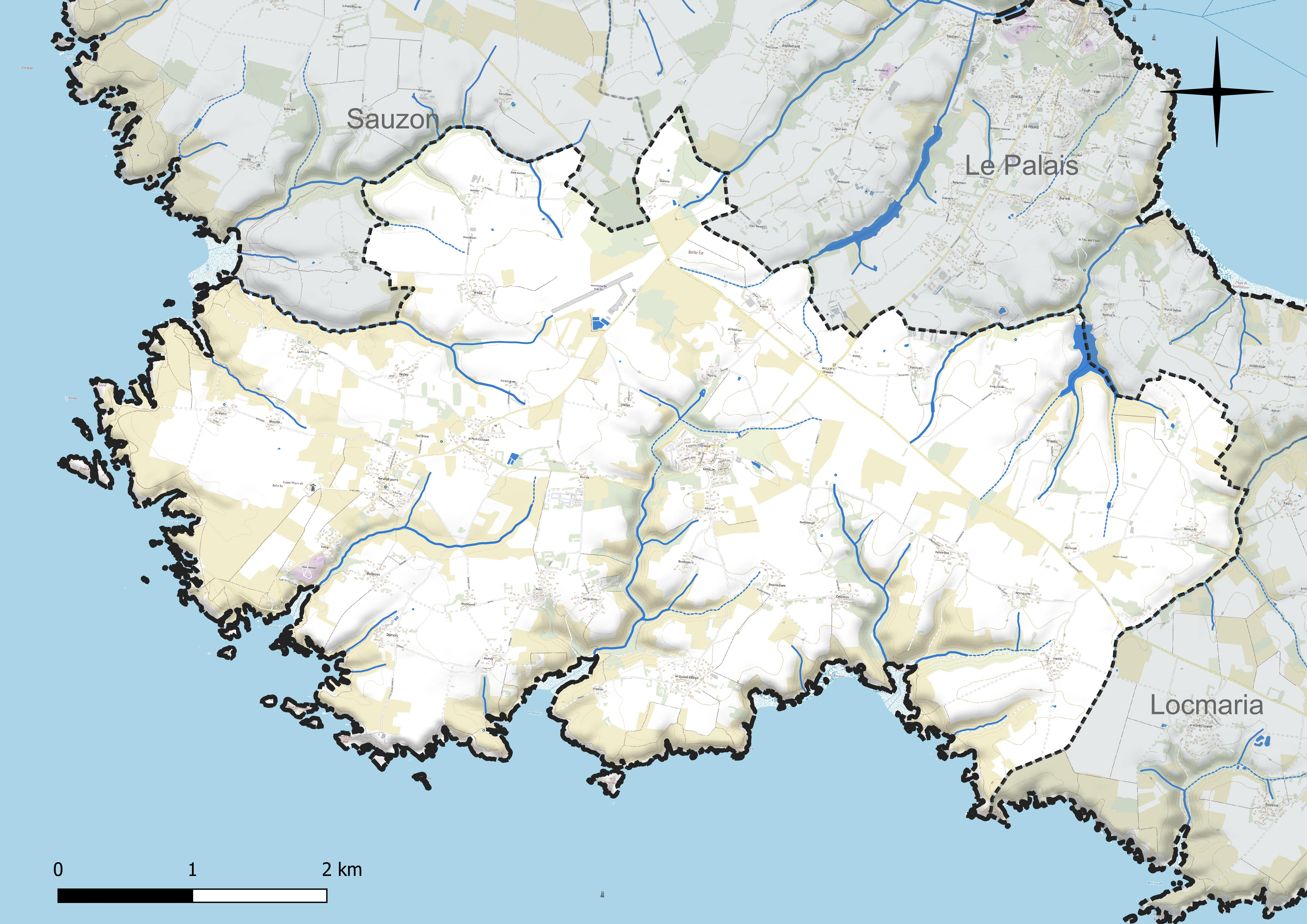
Réseau hydrographique de Bangor.

### Climat
Le climat qui caractérise la commune est qualifié, en 2010, de « climat océanique franc », selon la typologie des climats de la France qui compte alors huit grands types de climats en métropole. En 2020, la commune ressort du type « climat océanique » dans la classification établie par Météo-France, qui ne compte désormais, en première approche, que cinq grands types de climats en métropole. Ce type de climat se traduit par des températures douces et une pluviométrie relativement abondante (en liaison avec les perturbations venant de l'Atlantique), répartie tout au long de l'année avec un léger maximum d'octobre à février.
Les paramètres climatiques qui ont permis d’établir la typologie de 2010 comportent six variables pour les températures et huit pour les précipitations, dont les valeurs correspondent à la normale 1971-2000. Les sept principales variables caractérisant la commune sont présentées dans l'encadré ci-après.
| Paramètres climatiques communaux sur la période 1971-2000 - Moyenne annuelle de température : 12,2 °C - Nombre de jours avec une température inférieure à −5 °C : 0,7 j - Nombre de jours avec une température supérieure à 30 °C : 1,3 j - Amplitude thermique annuelle : 11,5 °C - Cumuls annuels de précipitation : 813 mm - Nombre de jours de précipitation en janvier : 13,8 j - Nombre de jours de précipitation en juillet : 6,4 j |

Avec le changement climatique, ces variables ont évolué. Une étude réalisée en 2014 par la Direction générale de l'Énergie et du Climat complétée par des études régionales prévoit en effet que la  température moyenne devrait croître et la pluviométrie moyenne baisser, avec toutefois de fortes variations régionales. La station météorologique de Météo-France installée sur la commune et mise en service en 1930 permet de connaître en continu l'évolution des indicateurs météorologiques. Le tableau détaillé pour la période 1981-2010 est présenté ci-après.
La température moyenne annuelle évolue de 12,3 °C pour 1981-2010 à 12,4 °C pour 1991-2020.
| Mois                                  | jan.            | fév.            | mars            | avril           | mai           | juin            | jui.            | août           | sep.           | oct.            | nov.            | déc.            | année     |
| ------------------------------------- | --------------- | --------------- | --------------- | --------------- | ------------- | --------------- | --------------- | -------------- | -------------- | --------------- | --------------- | --------------- | --------- |
| Température minimale moyenne (°C)     | 6               | 5,5             | 6,9             | 8               | 10,9          | 13,3            | 15,1            | 15,3           | 13,9           | 12              | 8,9             | 6,7             | 10,2      |
| Température moyenne (°C)              | 7,9             | 7,5             | 9,1             | 10,7            | 13,6          | 16,2            | 18,1            | 18,3           | 16,8           | 14,2            | 10,9            | 8,6             | 12,7      |
| Température maximale moyenne (°C)     | 9,7             | 9,5             | 11,4            | 13,4            | 16,4          | 19,1            | 21,1            | 21,4           | 19,7           | 16,3            | 12,9            | 10,6            | 15,2      |
| Record de froid (°C) date du record   | −10 20.01.1963  | −8,4 03.02.1956 | −4,8 07.03.1971 | −1,6 12.04.1986 | 3 07.05.1997  | 5,4 01.06.1962  | 8,2 23.07.1954  | 7,4 31.08.1986 | 6,6 27.09.1943 | 2 30.10.1997    | −3,4 20.11.1985 | −6,2 26.12.1962 | −10 1963  |
| Record de chaleur (°C) date du record | 14,5 13.01.1993 | 16,2 25.02.19   | 21,5 28.03.12   | 25 24.04.1984   | 28,2 25.05.12 | 34,8 28.06.1976 | 33,8 11.07.1949 | 33,4 04.08.03  | 30,8 06.09.21  | 24,8 01.10.1997 | 19,2 05.11.1971 | 16,1 30.12.15   | 34,8 1976 |
| Précipitations (mm)                   | 82              | 60,9            | 54,3            | 50,4            | 52,2          | 32,4            | 38,3            | 33,5           | 56,3           | 77,7            | 78,4            | 85              | 701,4     |

## Urbanisme

### Typologie
Au 1er janvier 2024, Bangor est catégorisée commune rurale à habitat dispersé, selon la nouvelle grille communale de densité à sept niveaux définie par l'Insee en 2022.
Elle est située hors unité urbaine et hors attraction des villes,.
La commune, bordée par l'océan Atlantique, est également une commune littorale au sens de la loi du 3 janvier 1986, dite loi littoral. Des dispositions spécifiques d’urbanisme s’y appliquent dès lors afin de préserver les espaces naturels, les sites, les paysages et l’équilibre écologique du littoral, tel le principe d'inconstructibilité, en dehors des espaces urbanisés, sur la bande littorale des 100 mètres, ou plus si le plan local d’urbanisme le prévoit.

### Occupation des sols

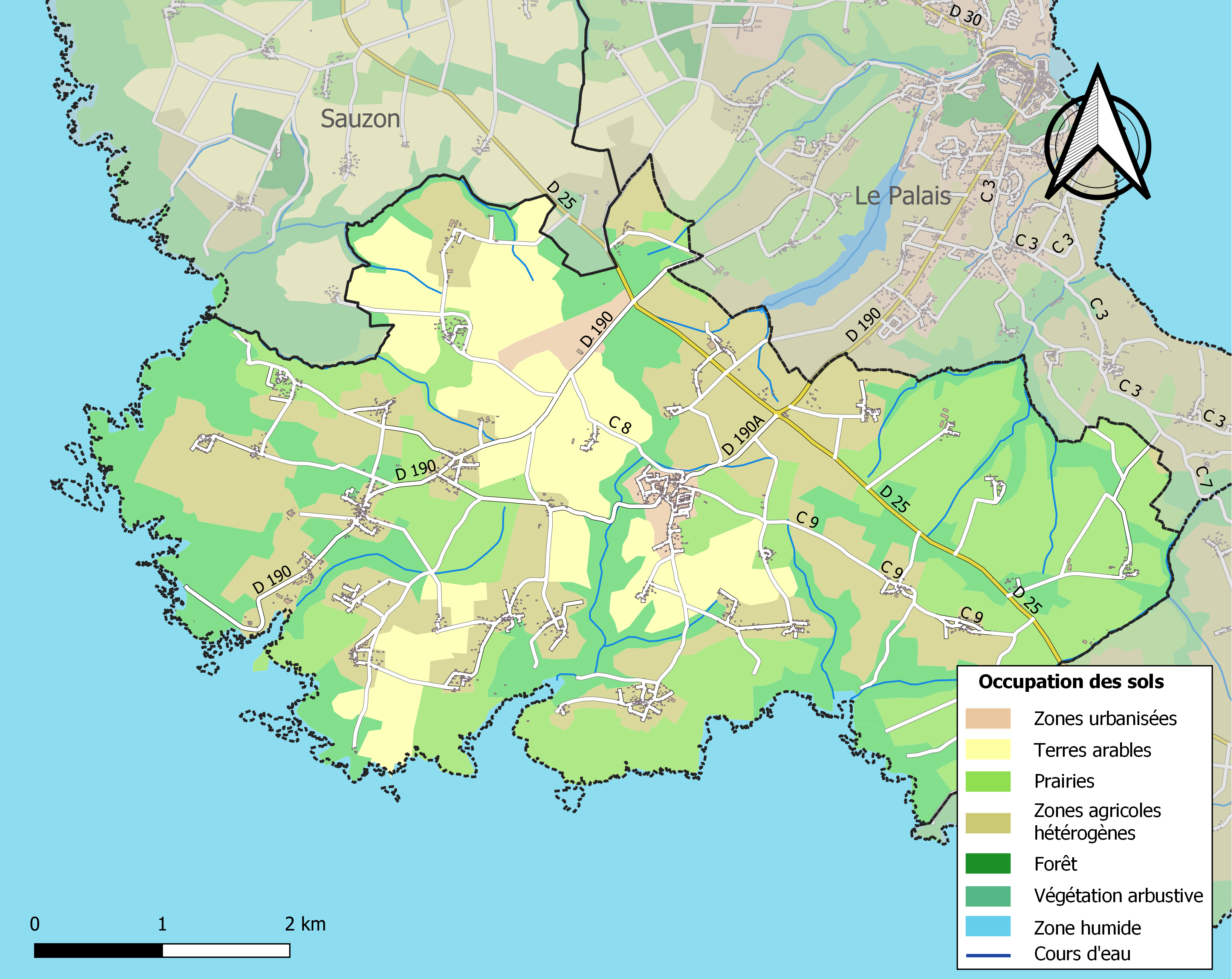
Carte des infrastructures et de l'occupation des sols de la commune en 2018 (CLC).

Le tableau ci-dessous présente l' occupation des sols de la commune en 2018, telle qu'elle ressort de la base de données européenne d’occupation biophysique des sols Corine Land Cover (CLC).
| Type d’occupation                             | Pourcentage | Superficie (en hectares) |
| --------------------------------------------- | ----------- | ------------------------ |
| Tissu urbain discontinu                       | 1,0 %       | 26                       |
| Aéroports                                     | 1,0 %       | 26                       |
| Terres arables hors périmètres d'irrigation   | 15,4 %      | 396                      |
| Prairies et autres surfaces toujours en herbe | 28,3 %      | 726                      |
| Systèmes culturaux et parcellaires complexes  | 28,6 %      | 733                      |
| Pelouses et pâturages naturels                | 2,1 %       | 53                       |
| Landes et broussailles                        | 22,2 %      | 571                      |
| Mers et océans                                | 1,3 %       | 34                       |
| Source : Corine Land Cover                    |             |                          |

### Habitat
En 2019 on recensait 1 371 logements à Bangor. 472 logements étaient des résidences principales (34,4 %), 849 logements des résidences secondaires (61,9 %) et 51 des logements vacants (3,7 %). Sur ces 1 371 logements, 1 314 logements étaient des maisons (95,8 %) contre 40 seulement des appartements (2,9 %). Le tableau ci-dessous présente la répartition en catégories et types de logements à Bangor en 2019 en comparaison avec celles du Morbihan et de la France entière.
|                                                         | Bangor | Morbihan | France entière |
| ------------------------------------------------------- | ------ | -------- | -------------- |
| Résidences principales (en %)                           | 34,4   | 74,9     | 82,1           |
| Résidences secondaires et logements occasionnels (en %) | 61,9   | 17,9     | 9,8            |
| Logements vacants (en %)                                | 3,7    | 16,2     | 8,1            |

## Toponymie
Bangor, selon Léon Fleuriot et Hervé Abalain, serait formé du radical Ban signifiant « supérieur, suprême » et Gor « troupe ». Il est usuellement donné le sens de « monastère » à Bangor,. Alternativement, Bangor serait un vieux mot celtique qui désignerait l'enclos autour d'un monastère.

## Histoire

### Préhistoire

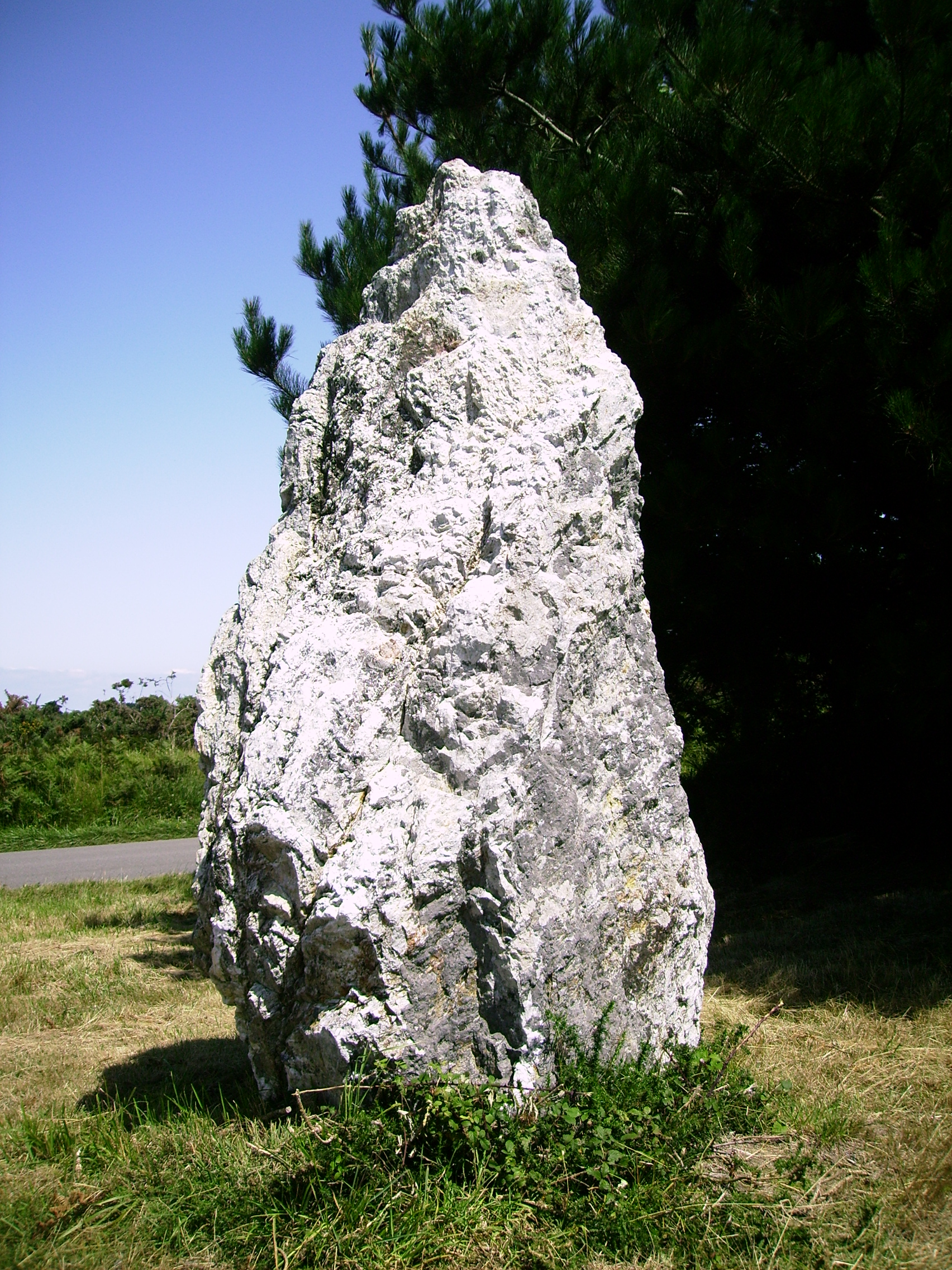
La Pierre Sainte Anne.

La commune était bien occupée dès la préhistoire comme en témoigne un menhir : la Pierre Sainte Anne.

### Moyen Âge
Le prieuré de Bangor a été pendant dix siècles le chef-lieu de l'île. Il a été fondé par des moines bénédictins venus coloniser et repeupler l'île à partir du VIIe siècle ; on ne sait pas s'il s'agit de l'abbaye de Bangor en Irlande d'où l'on sait que des moines comme saint Colomban sont venus évangéliser l'Armorique, ou du Monastère de Bangor-Fawr, fondé au Pays de Galles vers 545 sur le détroit de Menai.
La colonisation a consisté à diviser l'Île en quatre paroisses dont Bangor occupe le milieu, et chaque paroisse en petits domaines concédés aux familles résiduelles de l'île ou aux colons que les moines font venir de Bretagne.
Au IXe siècle, l'île est dévastée par les Vikings, et le prieuré est placé sous la protection séculaire des comtes de Cornouaille (en Bretagne armoricaine). En 1029, le comte de Cornouaille Alain Canhiart confie l’île à l’abbaye Sainte-Croix de Quimperlé qu’il vient de fonder. Celle-ci relevant directement du pape, Belle-Île bénéficie d'une immunité qui ne la fait relever ni de l’évêché de Vannes, ni du duché de Bretagne. L'administration de l’île est déléguée à un prévôt de l'abbaye qui dispose du pouvoir temporel (droit de basse, moyenne et haute justice qui s’exerce tantôt à Belle-Île tantôt à Quimperlé), puis uniquement à Quimperlé à partir de 1408.
Un autre comte de Cornouaille confie l'île aux Bénédictins de Redon qui parviennent à en prendre possession après de longues contestations de l'abbé de Quimperlé. Le prieuré reste au même endroit que celui de leurs prédécesseurs (à l'emplacement actuel du camping municipal de Bangor) et ils construisent à Palais un fort qui deviendra par la suite la capitale de l'île à la place de Bangor.
Belle-Île reste sous le gouvernement des moines jusqu'au XVIe siècle, époque où les attaques incessantes des pirates les obligent à résigner leur seigneurie dans les mains du roi, ou plutôt à la régente Catherine de Médicis qui inféode l'île aux Gondi, alors titulaires du duché de Retz. Mais les terres restent sous le régime de mainmorte jusqu'à l'afféagement de la fin du XVIIIe siècle.
Situé à Bangor, sur la côte ouest de Belle-Île, le phare de Goulphar entre en service en 1836.
Le sémaphore du Talut est mis en service en 1862.
L'aérodrome de Belle-Île situé sur le territoire communal a été inauguré en 1954.

## Politique et administration

### Administration municipale
| Période             | Période  | Identité                      | Étiquette | Qualité                                 |
| ------------------- | -------- | ----------------------------- | --------- | --------------------------------------- |
| 1791                | 1797     | Pierre Paul Féchant           |           |                                         |
| 1797                | 1799     | Pierre Vincent Le Matelot     |           |                                         |
| 1799                | 1809     | Pierre Paul Féchant           |           |                                         |
| 1809                | 1810     | Jean Martin Labado            |           |                                         |
| 1810                | 1818     | Jean Jacques Hippolyte Le Dru |           |                                         |
| 1818                | 1839     | Pierre Vincent Le Matelot     |           |                                         |
| 1839                | 1844     | Jean Jacques Hippolyte Le Dru |           |                                         |
| 1844                | 1852     | G. Féchant                    |           |                                         |
| 1852                | 1874     | Jean Patern Brière            |           |                                         |
| 1874                | 1876     | Louis Marie Laléous           |           |                                         |
| 1876                | 1896     | Mathurin L'Hermite            |           |                                         |
| 1896                | 1900     | Pierre Marie L'Hermite        |           |                                         |
| 1900                | 1919     | François Marie Le Bihan       |           |                                         |
| 1919                | 1925     | Onésime Bénoni L'Hermite      |           |                                         |
| 1925                | 1935     | Hervé                         |           |                                         |
| 1935                | 1946     | François Le Marec             |           |                                         |
| 1946                | 1960     | Jean Marie Le Bihan           |           |                                         |
| 1960                | 1971     | Paul Bédex                    |           |                                         |
| 1971                | 1977     | Adolphe Oliéric               |           |                                         |
| 1977                | 1983     | Paul Meunier                  |           |                                         |
| 1983                | 1989     | Jean Yves Daniel              |           |                                         |
| 1989                | 2001     | Lucien Maho                   |           |                                         |
| 2001                | 2014     | Pierre-Yves Désard            |           |                                         |
| 2014 Réélue en 2020 | En cours | Annaïck Huchet                | SE        | Présidente de la Communauté de communes |

## Population et société

### Démographie
| 1793  | 1800  | 1806  | 1821  | 1831  | 1836  | 1841  | 1846  | 1851  |
| ----- | ----- | ----- | ----- | ----- | ----- | ----- | ----- | ----- |
| 1 218 | 1 183 | 1 005 | 1 418 | 1 638 | 1 762 | 1 742 | 1 712 | 1 820 |

| 1856  | 1861  | 1866  | 1872  | 1876  | 1881  | 1886  | 1891  | 1896  |
| ----- | ----- | ----- | ----- | ----- | ----- | ----- | ----- | ----- |
| 1 813 | 1 801 | 1 868 | 1 862 | 1 807 | 1 665 | 1 615 | 1 565 | 1 541 |

| 1901  | 1906  | 1911  | 1921  | 1926  | 1931 | 1936 | 1946 | 1954 |
| ----- | ----- | ----- | ----- | ----- | ---- | ---- | ---- | ---- |
| 1 454 | 1 484 | 1 342 | 1 074 | 1 017 | 988  | 929  | 809  | 670  |

| 1962 | 1968 | 1975 | 1982 | 1990 | 1999 | 2006 | 2007 | 2012 |
| ---- | ---- | ---- | ---- | ---- | ---- | ---- | ---- | ---- |
| 578  | 550  | 563  | 637  | 735  | 738  | 875  | 894  | 946  |

| 2017 | 2022  | - | - | - | - | - | - | - |
| ---- | ----- | - | - | - | - | - | - | - |
| 999  | 1 002 | - | - | - | - | - | - | - |

## Culture locale et patrimoine

### Lieux et monuments

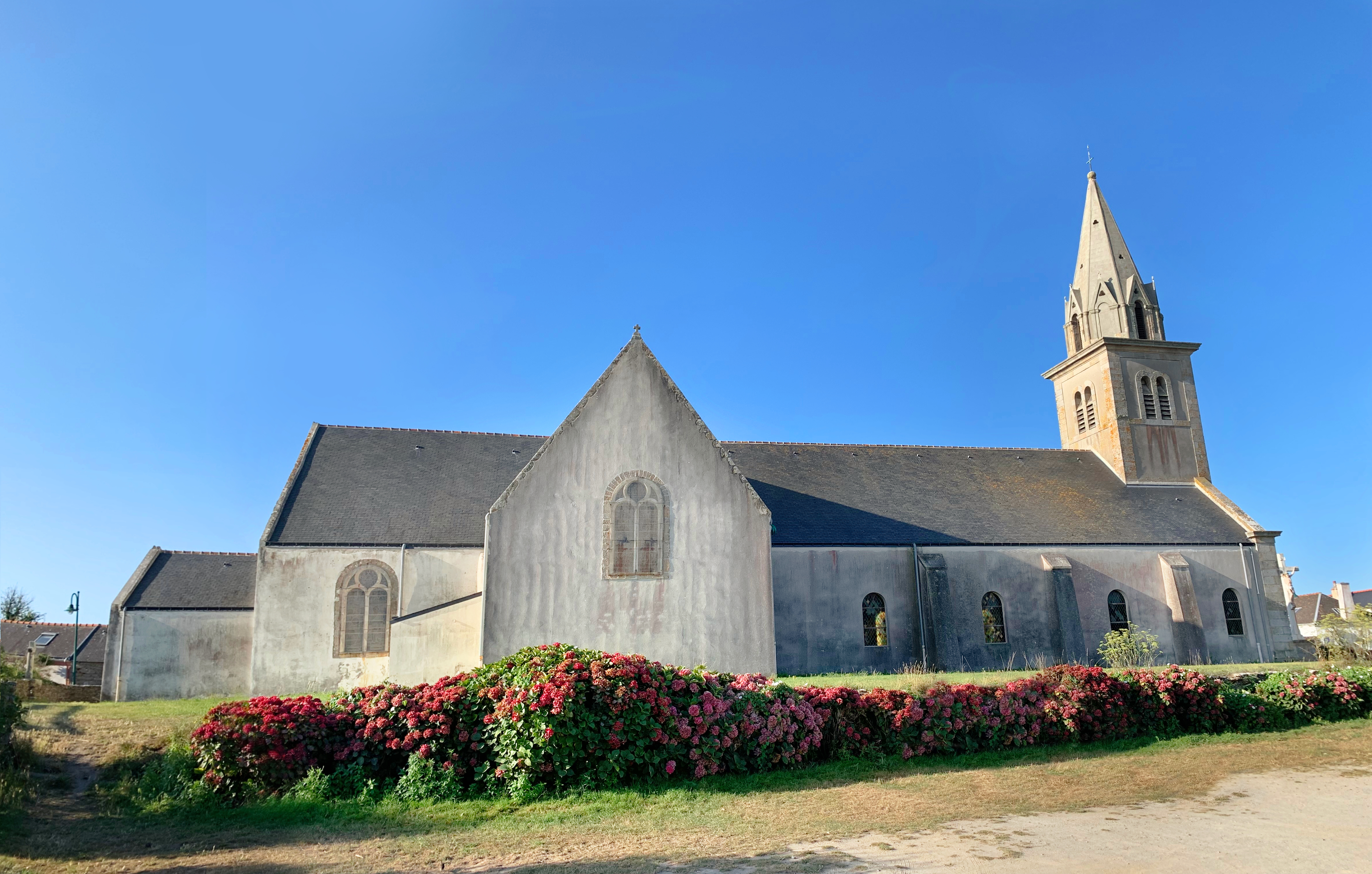
L'église Saint-Pierre-et-Saint-Paul de Bangor.

- L'église Saint-Pierre-et-Saint-Paul.
- Le grand phare : situé sur la commune de Bangor, c'est l'un des plus puissants phares des côtes françaises. Construit de 1826 à 1833, il est mis en service en 1835, c'est une construction en granit de 47 m qui culmine à 84 m au-dessus du niveau de la mer. Son faisceau lumineux passe à la cadence de 3 et 7 secondes. Grâce au système optique actuel, il est visible à 28 milles.
- Un menhir : la Pierre Sainte Anne.
- les aiguilles de Port-Coton.
- la station radar de Port-Coton.

La plage et le port de Kérel avec, en arrière plan à gauche, la Pointe de Bornor, et à droite de celle-ci, l’entrée de Porh Roder.
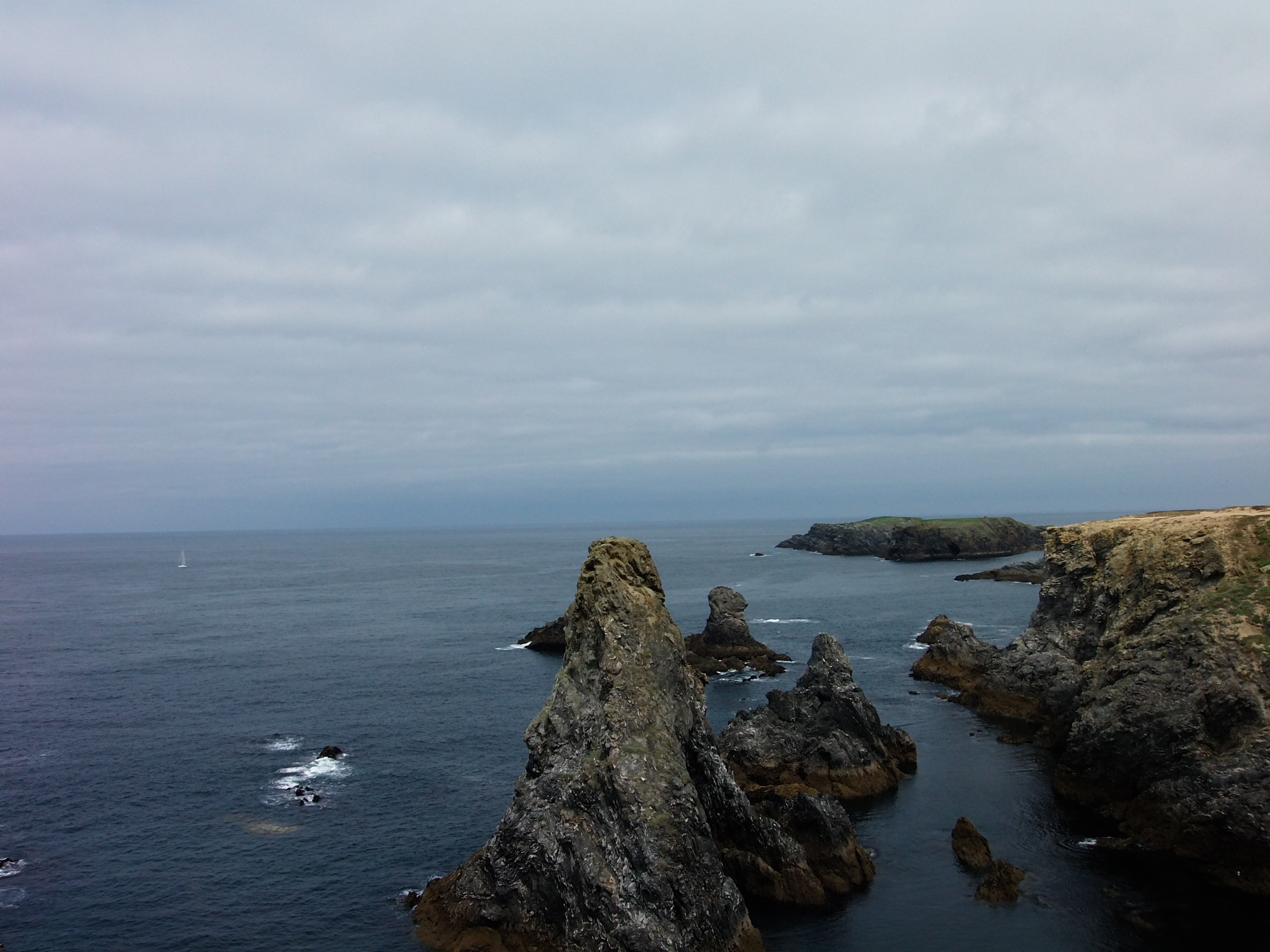
Aiguilles de Port-Coton.
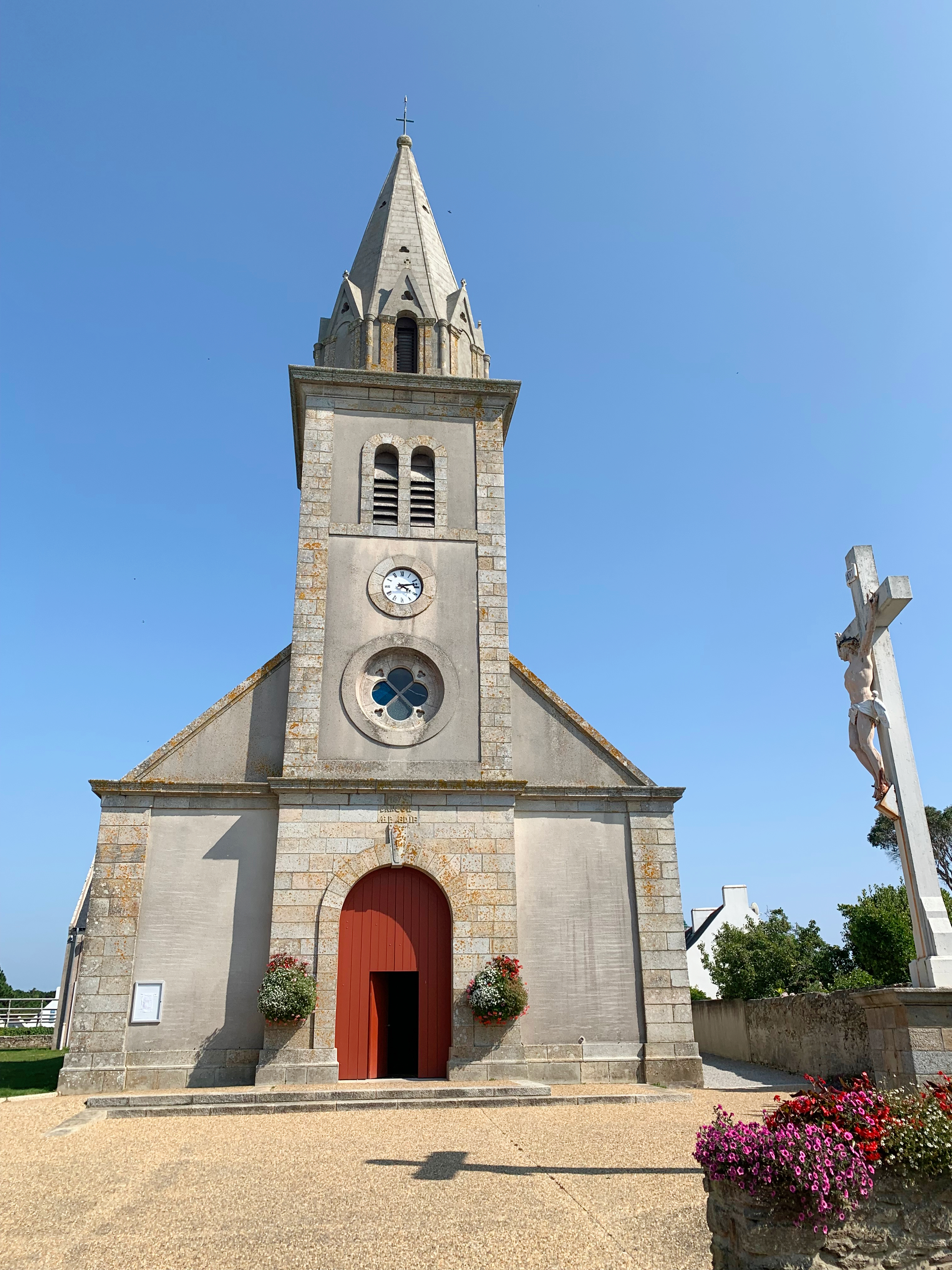
L'église Saint-Pierre-et-Saint-Paul avec le calvaire.
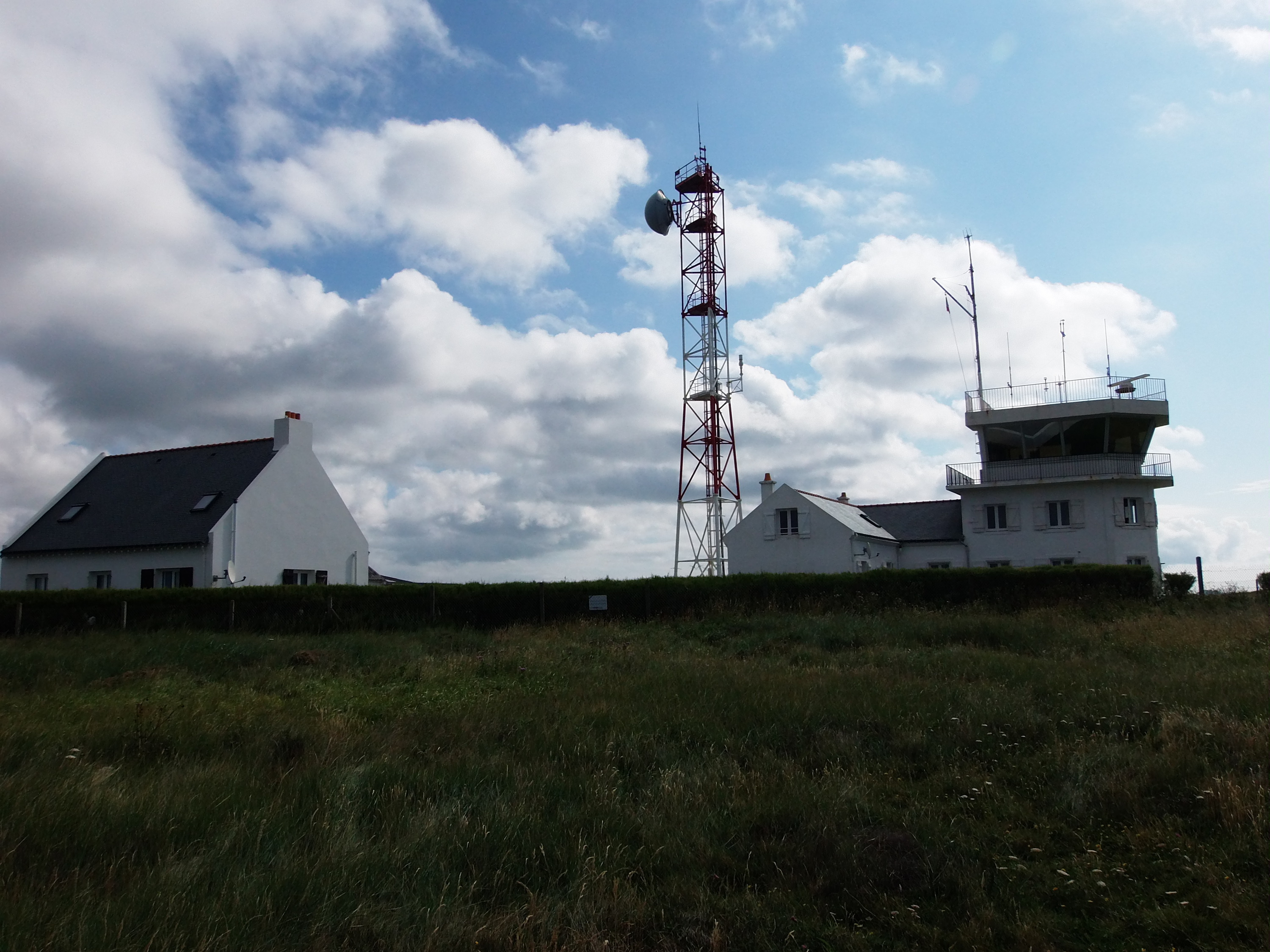
Le sémaphore du Talut.
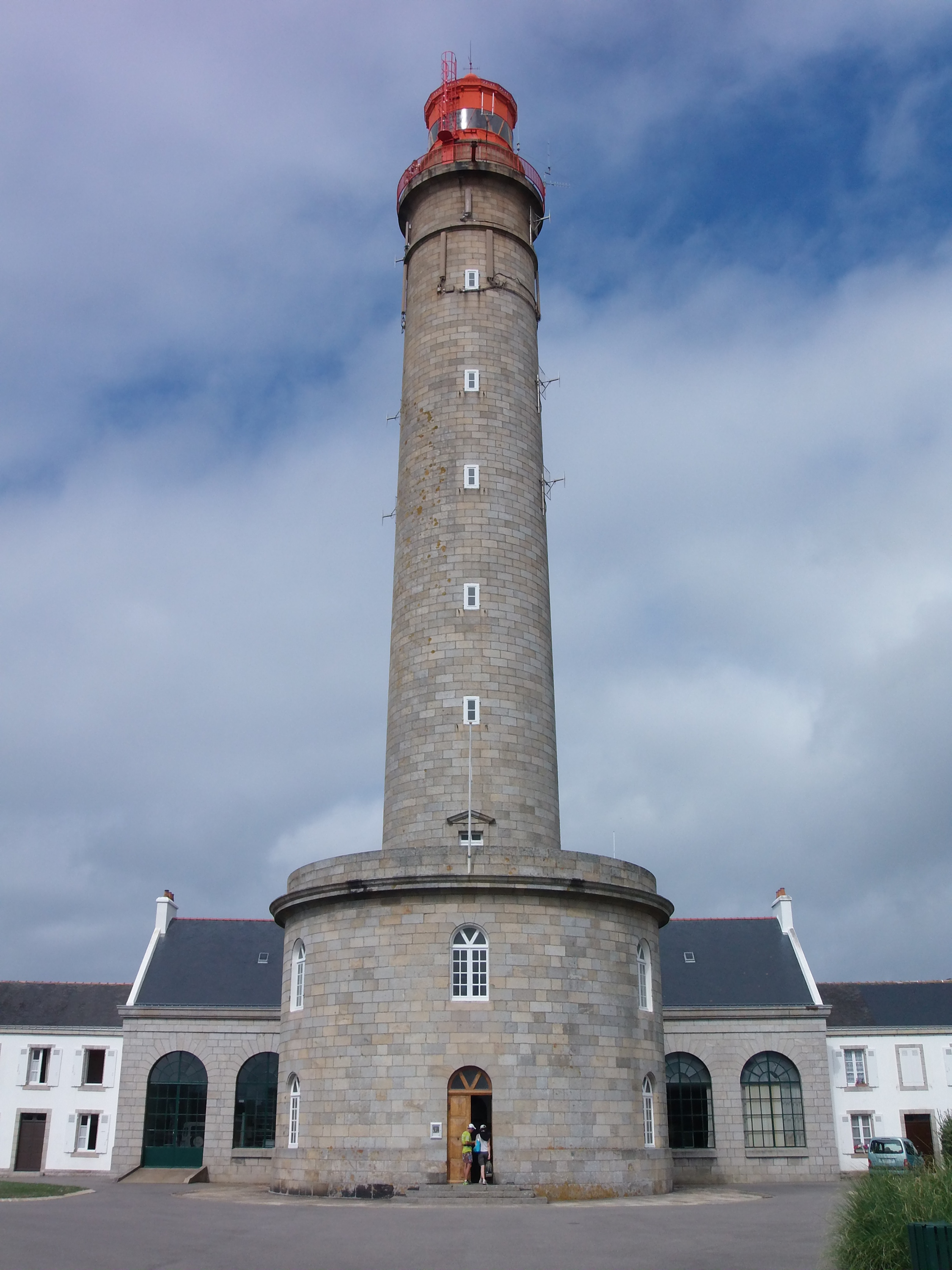
Grand phare de Kervilahouen.
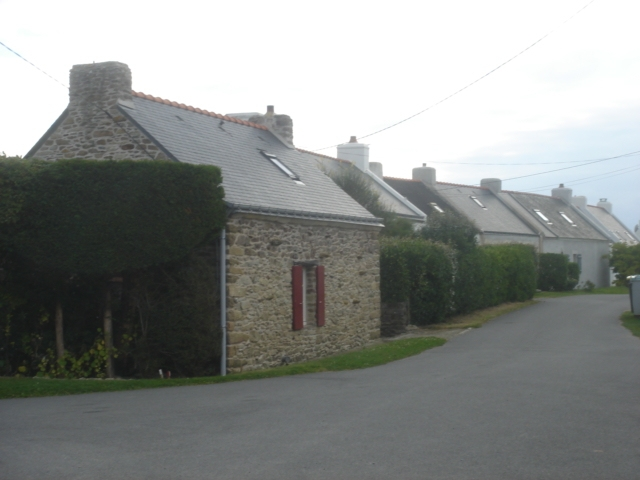
Maisons de type longère.
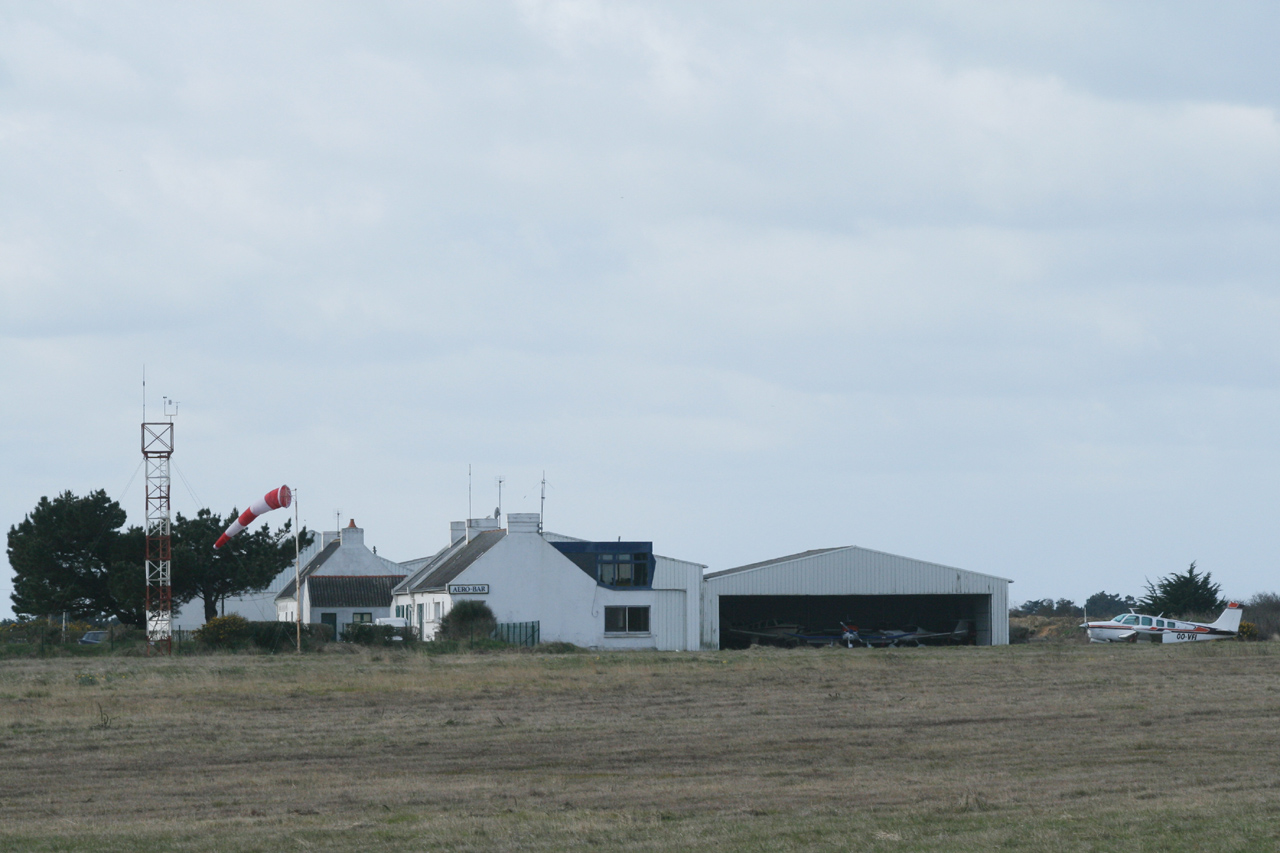
Aéro-club Charles Robin[30].
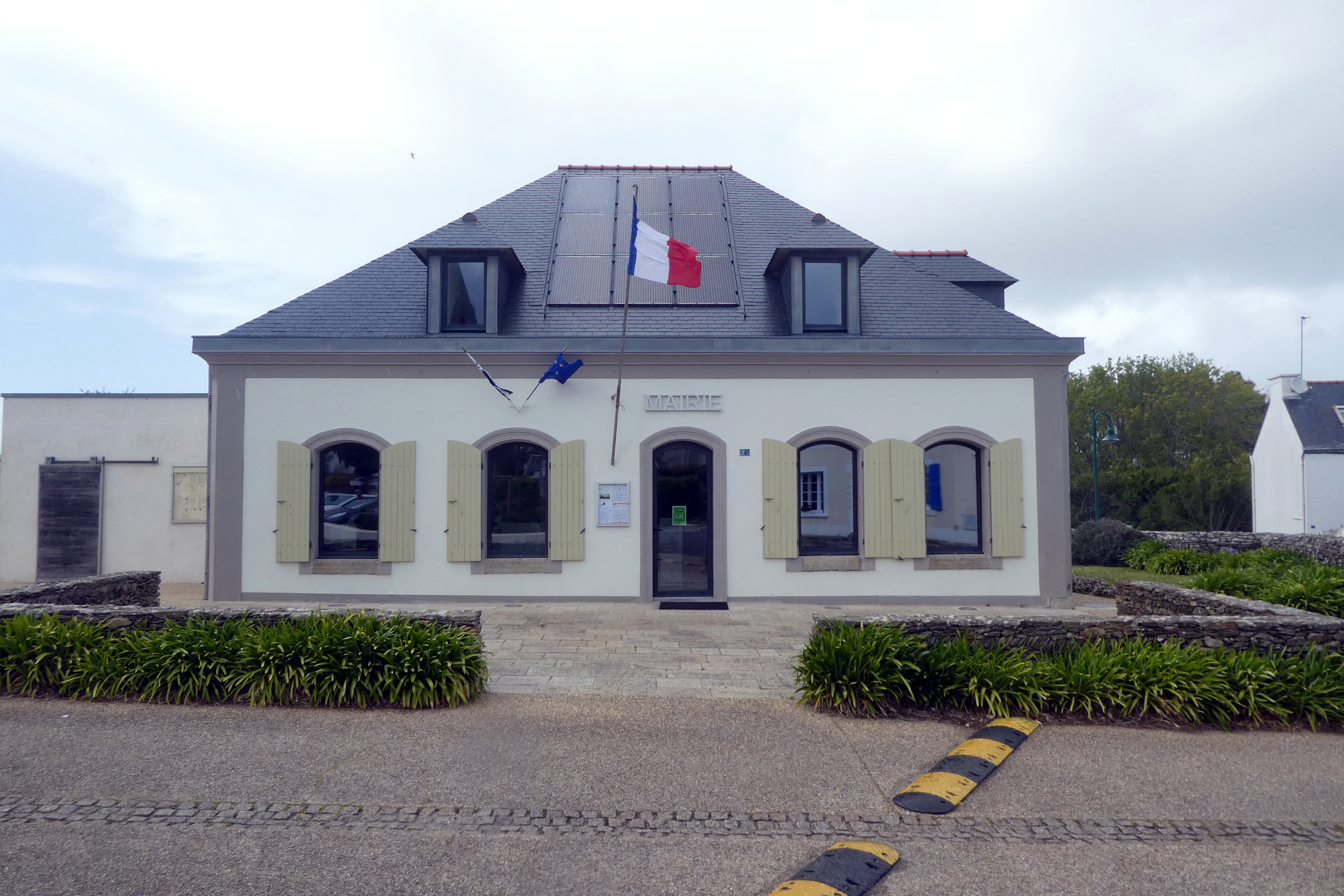
La mairie.
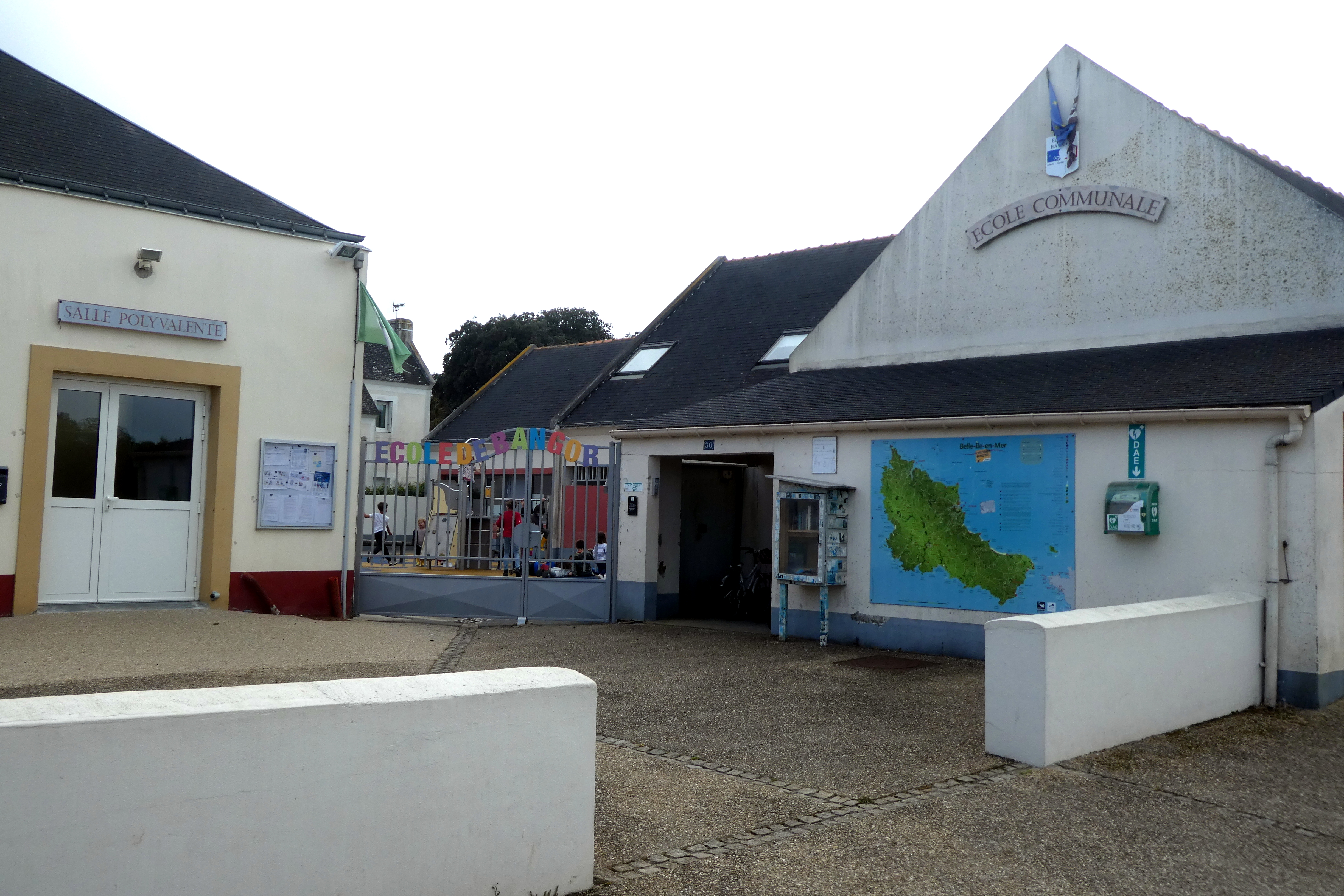
l'école.
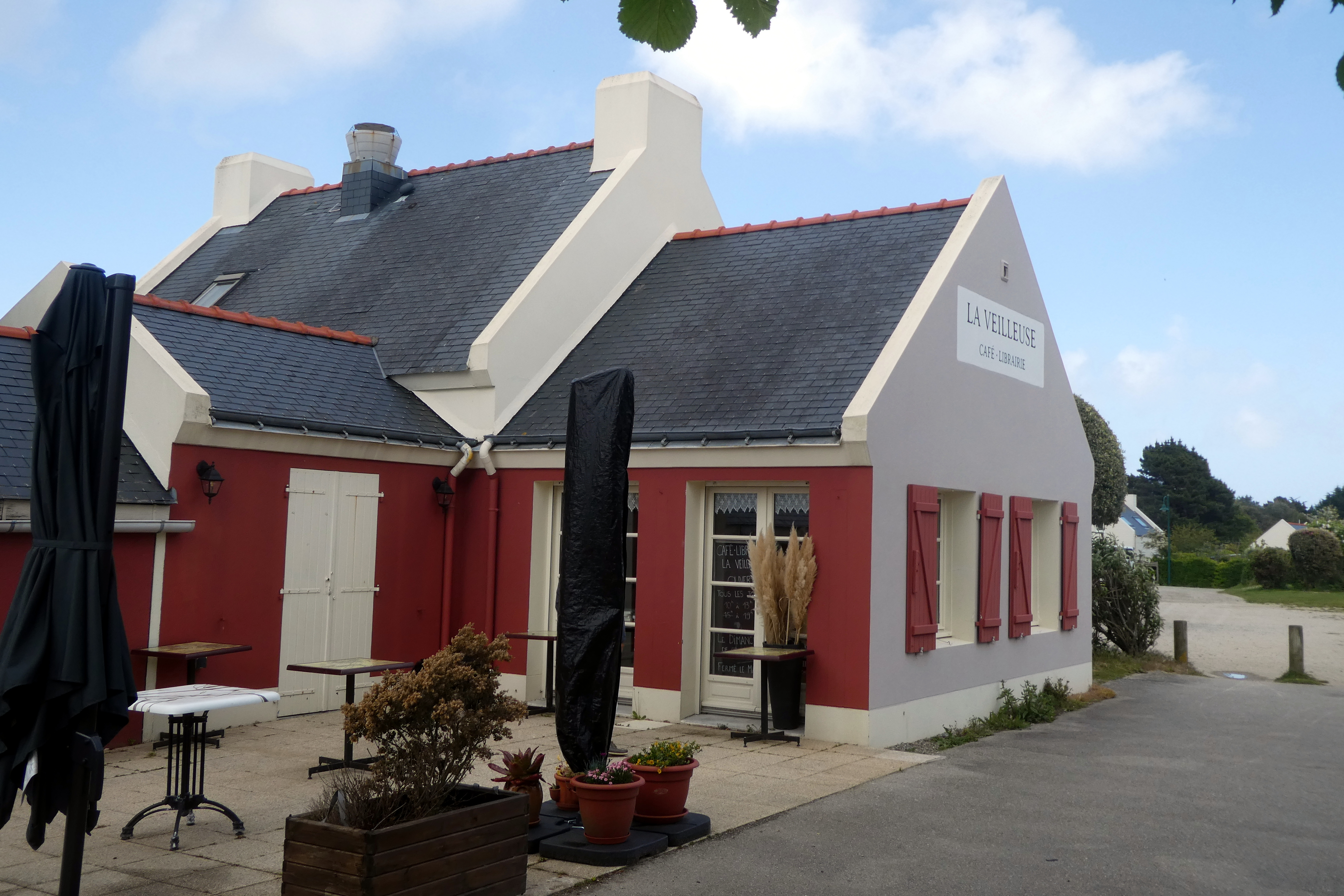
Le café-librairie.

### Bangor dans les beaux-arts
Des peintres ont représenté des paysages de la commune. Parmi les plus connus :
- Henry Moret : Goulpher (pour Goulphar), 1895 ou 1896, Paris, musée d'Orsay ;
- Claude Monet.

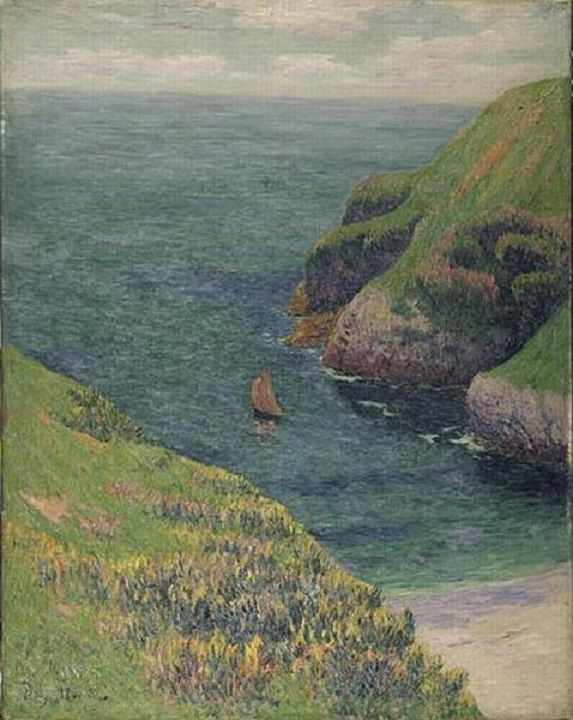
Henry Moret : Goulpher (1895 ou 1896), Paris, musée d'Orsay.
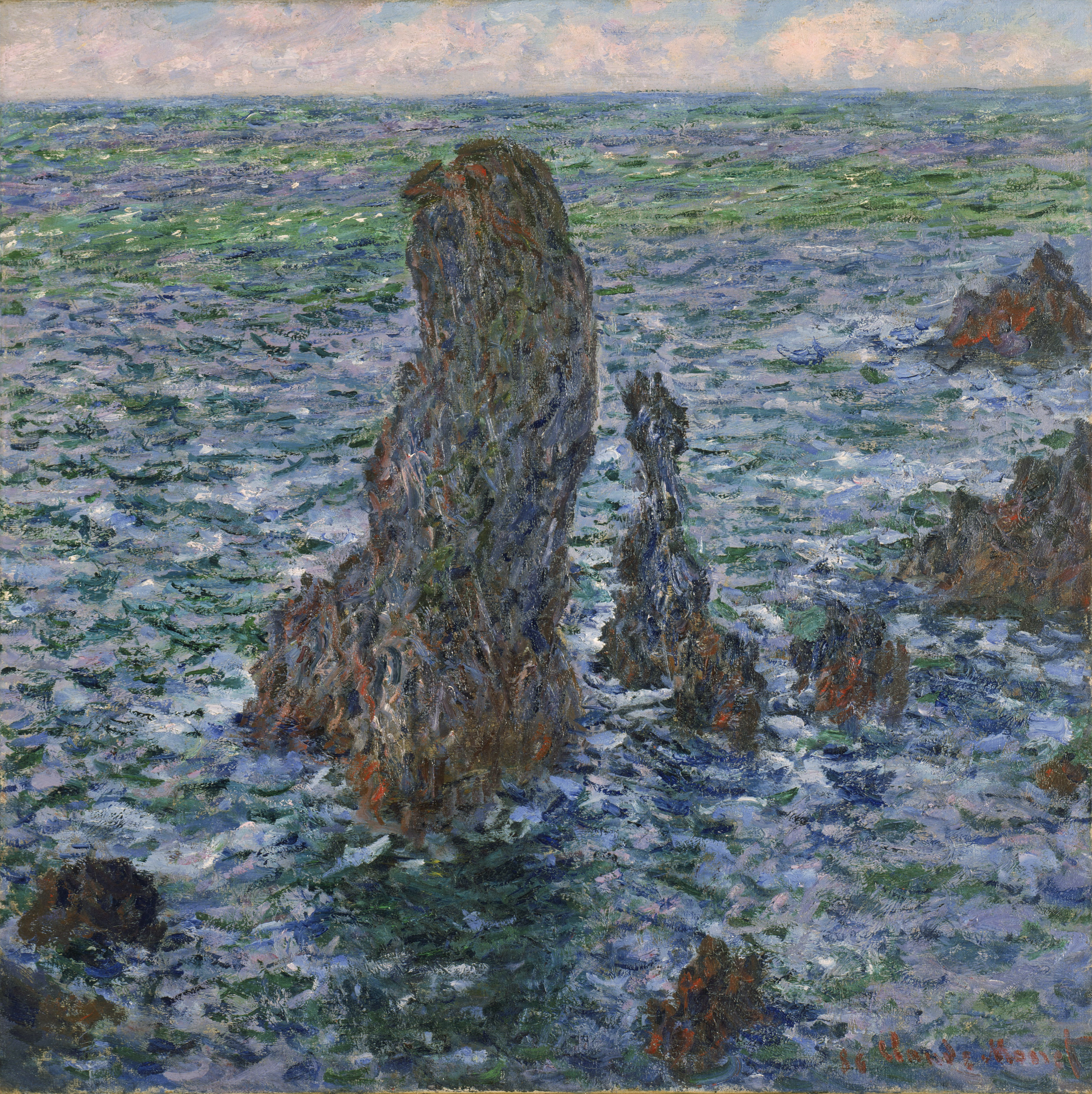
Claude Monet : Les Aiguilles de Port-Coton (1886), Cologne, collection du Dr. Rau.
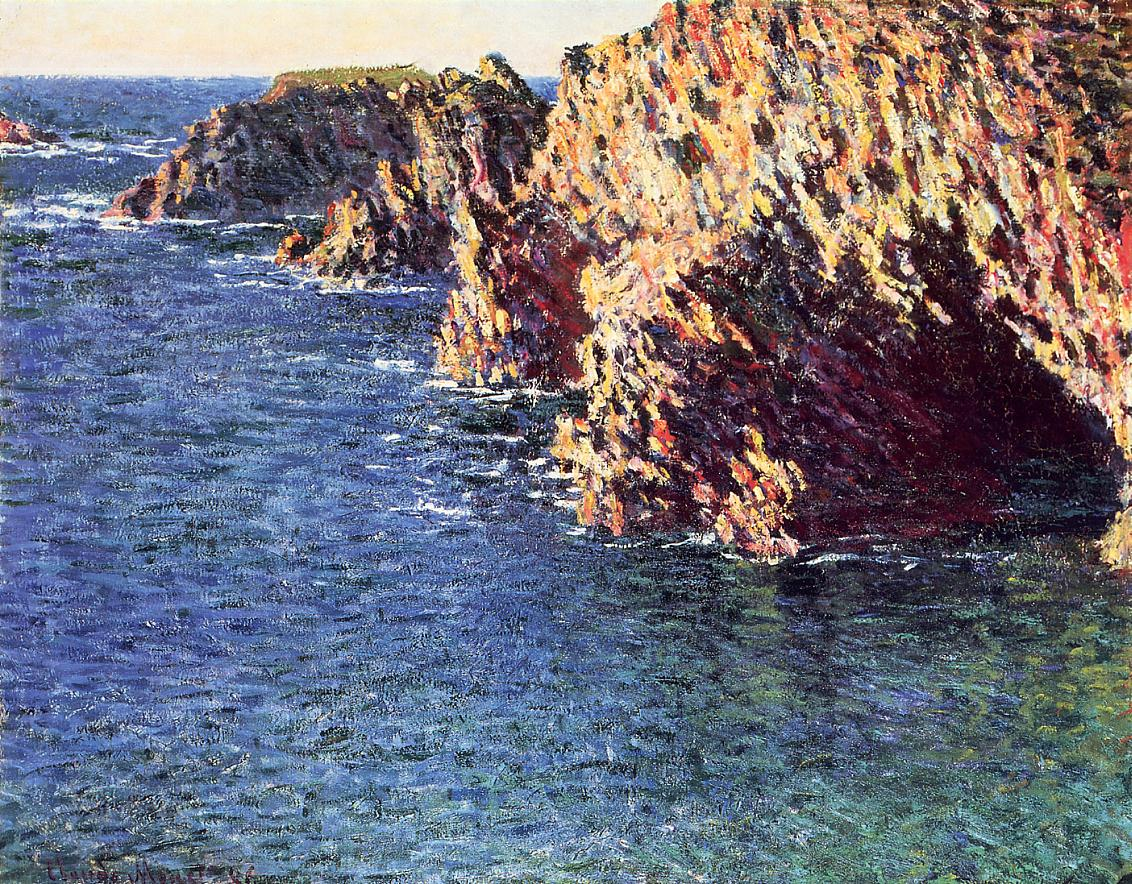
Claude Monet : Grotte de Port-Domois (1886),
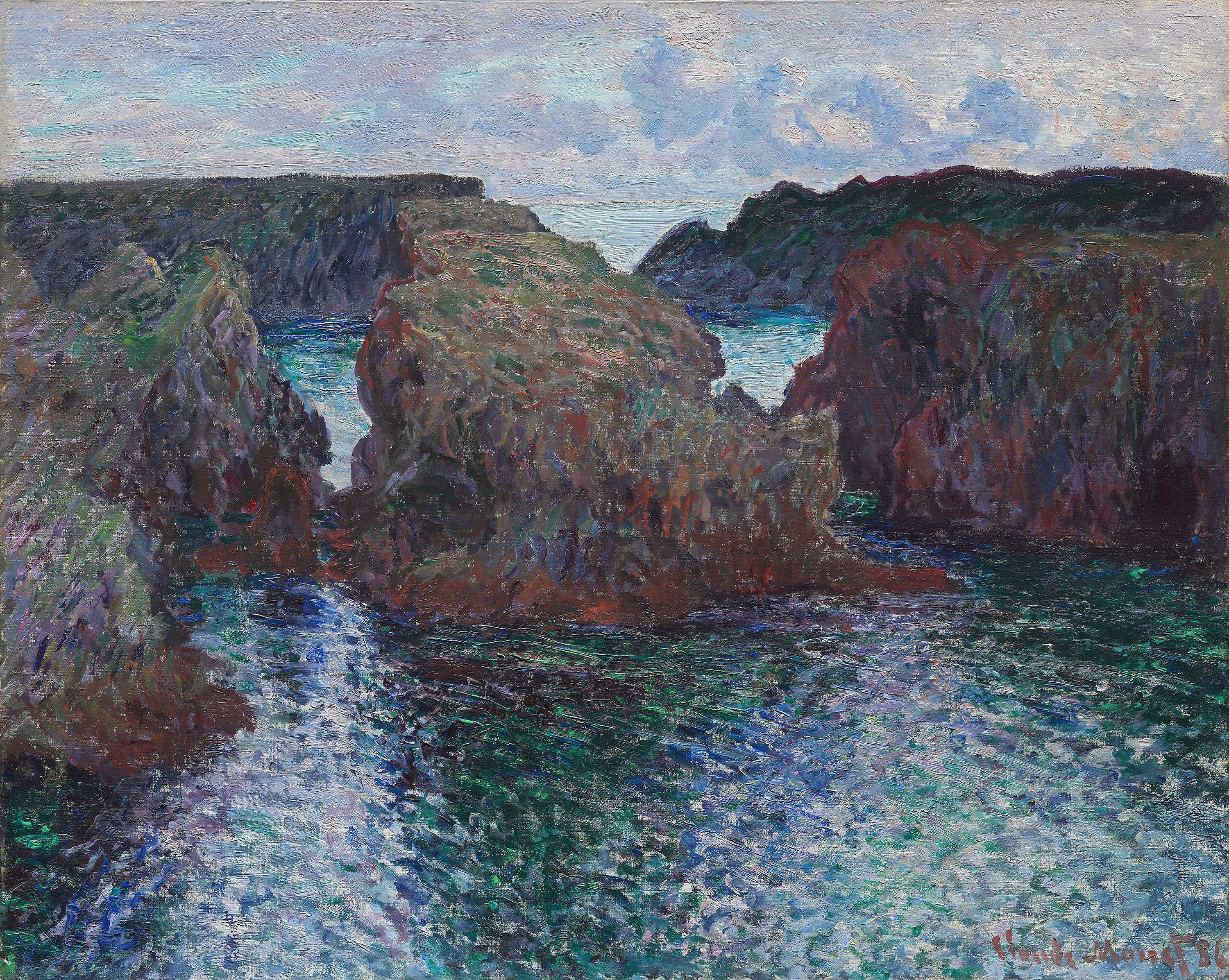
Claude Monet : Paysage à Port-Goulphar (1886), Art Institute of Chicago.

## Personnalités liées à la commune
- Le peintre australien John Peter Russell, arrivé à Belle-Île-en-Mer en 1883. Il séjourna d'abord dans un gîte loué à Envag avant de faire construire un manoir, surnommé le « château de l'Anglais » à Goulphar.
- Le peintre Claude Monet séjourna au village de Kervilahouen.
- Le critique d'art Anatole Jakovsky achète en 1949 une maison de vacances au n°3 rue Clérain de Bangor, où il séjournera jusqu’à sa mort en 1983.